# Johan Jarlén
Johan Jonatan Assaf „John” Jarlén (ur. 4 listopada 1880 w Göteborgu, zm. 18 kwietnia 1955 tamże) – szwedzki gimnastyk i architekt, członek szwedzkiej drużyny olimpijskiej w 1908 roku.
Po Igrzyskach Olimpijskich w Londynie w 1908 roku, w których zdobył złoty medal, otworzył własne biuro architektoniczne w Göteborgu.